# 爆発物マーカー
爆発物マーカー（ばくはつぶつマーカー、explosive taggants（タガント））とは、爆発物の発見を容易にするために軍用爆薬に混入することが法律で義務づけられている物質である。

## 概要
パンアメリカン航空103便爆破事件等、航空機の爆破テロに使用されたプラスチック爆薬は蒸気やX線による探知が困難であった。そこで、プラスチック爆薬の製造時に揮発性物質の添加を義務付け、爆発物探知機による探知を容易化しようという狙いで、可塑性爆薬の探知のための識別措置に関する条約が取り決められた。以下の3種がマーカーとして指定され、製造の際に混ぜるべき事を定められている。
- ニトログリコール
- ジメチルジニトロブタン
- ニトロトルエン

## 各国における対応

### 日本
日本の法令上は「探知剤」と呼称する。
日本においては、「可塑性爆薬に含める物質等を定める告示」（平成9年通商産業省告示第548号）によって以下の物質から1種類以上を規定の添加量(重量%)だけ添加することが義務付けられている。（物質名は法律に基づく名称）
- エチレングリコールジニトラート　0.2%
- 二・三－ジメチル－二・三ジニトロブタン 1.0%
- パラ－モノニトロトルエン 0.5%

### アメリカ
アメリカ合衆国においてはAntiterrorism and Effective Death Penalty Act of 1996（1996年の反テロ・効果的死刑法）で義務化され、日本国と同様の物質を添加することになっている。

## 関連法令・条約
- 可塑性爆薬の探知のための識別措置に関する条約
- 可塑性爆薬に含める物質等を定める告示（平成9年通商産業省告示第548号）
  - 平成14年2月改正 オルト－モノニトロトルエンを削除
- Antiterrorism and Effective Death Penalty Act of 1996